# 捐毒
捐毒国，西域古国。国王治所在衍敦谷。西至疏勒千里。离长安9860里。380户，1100口，胜兵500人。东至西域都护治所二千八百六十一里。东汉以后，成为疏勒的属地。南接葱岭，西为休循。西北至大宛一千三十里，北与乌孙接。衣服与乌孙相似，随水草而居，依葱领，本是塞种。